# Chandra Mukhi
Chandra Mukhi (Hindi: चन्द्रमुखी, Candramukhī) ist ein Hindi-Film von Debaloy Dey aus dem Jahr 1993.

## Handlung
Chandramukhi ist eine Prinzessin von einem anderen Planeten. Sie sehnt sich danach auf die Erde zu kommen und die Menschen dort kennenzulernen. Bei einem Angriff fallen Chandramukhi die magischen Kräfte auf die Erde, die ihren Planeten beschützen. Sie kommt ebenfalls zur Erde und hat bis zum nächsten Vollmond Zeit ihre Kräfte wieder zu finden, da sonst ihr Planet und ihre Familie sterben werden. Auf der Erde trifft sie den Jungen Raja, der von seinem Onkel schlecht behandelt wird. Mit ihren persönlichen Kräften lässt sie Raja über Nacht erwachsen werden, damit er sich gegen seinen Onkel wehren kann. Sie verlieben sich und fliehen, um Rajas Großvater und Chandramukhis magische Kräfte wiederzufinden. Sie werden dabei von Rajas Onkel, der Raja am liebsten tot sehen will, um an sein Erbe zu kommen und dem bösen Dhola, der mit den magischen Kräften die Herrschaft über Chandramukhis Planeten übernehmen will, verfolgt.